# Water-polo aux Jeux panaméricains de 2019
Navigation
2015
Les compétitions de water-polo aux Jeux panaméricains de 2019 ont lieu du 4 au 10 août 2019 à Lima, au Pérou.

## Médaillés
| Épreuves         | Or | Argent | Bronze |
| ---------------- | --- | --- | --- |
| Tournoi masculin | États-Unis Alexander Wolf Johnathan Hooper Marko Vavic Alexander Obert Benjamin Hallock Luca Cupido Hannes Daube Maxwell Irving Alexander Bowen Chancellor Ramirez Jesse Smith                   | Canada Milan Radenovic Gaelan Geddes Patterson Jeremie Blanchard Nicolas Constantin-Bicari Matthew Thomas Halajian Georgios Torakis Jeremie Cote Mark Austin Spooner Aleksa Gardijan Aria Soleimanipak Reuel Mark D'Souza | Brésil Slobodan Soro Logan Cabral Pedro Real Gustavo Coutinho Roberto Freitas Guilherme Almeida Rafael Real Luis Silva Bernardo Rocha Rudá Franco Gustavo Guimarães                  |
| Tournoi féminin  | États-Unis Ashleigh Johnson Madeline Musselman Melissa Seidemann Paige Hauschild Stephania Haralabidis Margaret Steffens Jamie Neushul Kiley Neushul Aria Fischer Alys Williams Makenzie Fischer | Canada Jessica Gaudreault Krystina Alogbo Axelle Crevier Emma Wright Monika Eggens Kelly McKee Joelle Bekhazi Shae Fournier Hayley McKelvey Kyra Christmas Kindred Paul                                                   | Brésil Victória Chamorro Diana Abla Ana Alice Amaral Gabriela Dias Mariana Duarte Ana Beatriz Dias Samantha Ferreira Ana Julia Amaral Leticia Belorio Viviane Bahia Mirella Coutinho |

## Tableau des médailles
| Rang  | Nation     | Or | Argent | Bronze | Total |
| ----- | ---------- | -- | ------ | ------ | ----- |
| 1     | États-Unis | 2  | 0      | 0      | 2     |
| 2     | Canada     | 0  | 2      | 0      | 2     |
| 3     | Brésil     | 0  | 0      | 2      | 2     |
| Total | Total      | 2  | 2      | 2      | 6     |